# Véronique Barbier
Véronique Barbier est née en 1970 en Belgique. Elle présente en semaine le journal de 13h sur la RTBF, en remplacement d'Ophélie Fontana. Elle présentait également, de 2004 à 2005, le journal régional sur cette même chaîne : le 18h30 (anciennement Régions Soir).

## Vie privée
C'est la sœur de Marie-Pierre et Xavier Mouligneau. Mais en raison de la présence de ses frère et sœur, elle n'a pas voulu apparaître sous un troisième même patronyme. On aurait pu penser à du népotisme ou autre. Elle choisit alors le patronyme de sa mère, Barbier. Elle est l'épouse de l'ex présentateur de Mise au point, Olivier Maroy.
Le 4 juin 2025, Véronique Barbier annonçait se mettre en retrait « pour un bon moment » suite à une rechute de son cancer diagnostiqué en 2017. Elle sera remplacée au JT de 13 heures par Anne-Sophie Depauw.